# Pierre-Henry Gomont
Pour les articles homonymes, voir Gomont (homonymie).
Pierre-Henry Gomont, né en 1978, est un auteur de bande dessinée français, plusieurs fois primé.

## Biographie
Pierre-Henry Gomont suit des cours en école de commerce puis il prépare une thèse en sociologie, mais sans la soutenir ; en matière de dessin, il est autodidacte. Parmi ses influences, il cite Notes pour une histoire de guerre de Gipi, Art Spiegelman, Daniel Clowes, Mike Mignola, Charles Burns.
Il publie sa première bande dessinée en 2011 avec Jonathan Châtel : Kirkenes puis, la même année, paraît Catalyse. En 2012 paraît Crematorium sur un scénario d'Éric Borg. En 2014, sur un scénario d'Eddy Simon, Gomont livre le polar Rouge Karma. L'année suivante, avec Les Nuits de Saturne, il adapte un roman de Marcus Malte et en 2016, il adapte Pereira prétend. 
En 2018, il publie Malaterre, qui s'inspire de sa propre jeunesse et qui a réclamé huit ans de travail.
En 2020 paraît La Fuite du cerveau, inspiré par l'affaire du cerveau d'Einstein subtilisé par le médecin légiste Thomas Stoltz Harvey.

## Ouvrages
- De briques & de sang, de Régis Hautière et David François, l'épilogue est dessiné par Pierre-Henry Gomont, KSTЯ, 2010
- Kirkenes, scénario de Jonathan Châtel, Les Enfants rouges, 2011
- Catalyse, Manolosanctis, 2011
- Crematorium, scénario d'Éric Borg, KSTЯ, 2012
- Rouge Karma, scénario d'Eddy Simon, Sarbacane, 2014
- Les Nuits de Saturne, adaptation de Carnage constellation de Marcus Malte, Sarbacane, 2015
- Pereira prétend, d'après le roman homonyme Pereira prétend d'Antonio Tabucchi, Sarbacane, 2016
- Malaterre, Dargaud, 2018
- La Fuite du cerveau, Dargaud, 2020  (ISBN 978-2505083603)
- La Grande École avec Nicolas Mathieu, Actes Sud Junior, 2020,  (ISBN 978-2-330-14193-6), 32 p.[10]
- Slava, tome 1 : Après la chute, Dargaud, 2022,  104 p.,   (ISBN 9782505115250)
- Slava, tome 2 : Les nouveaux Russes, Dargaud, 2023, 112 p.,   (ISBN 9782505119821)

## Prix et distinctions
- 2015 : Prix SNCF du polar[11], catégorie Bande dessinée, pour Rouge Karma, scénario de Eddy Simon
- 2016 : 
  - Prix 813 du polar pour Les Nuits de Saturne, d'après le roman de Marcus Malte, aux éditions Sarbacane
  - Prix Interpol'Art pour Les Nuits de Saturne, d'après le roman de Marcus Malte, aux éditions Sarbacane
  - Grand prix RTL de la bande dessinée pour Pereira prétend[12], d'après le roman d'Antonio Tabucchi
  - Finaliste Prix Bédélys Monde[13] pour Pereira prétend
- 2017 : 
  - Prix Château de Cheverny de la bande dessinée historique[14] des Rendez-vous de l'histoire de Blois pour Pereira prétend
  - Finaliste Grand prix de la critique ACBD pour Pereira prétend[15]
- 2018 : Grand prix RTL de la bande dessinée pour Malaterre[16].
- 2019 : Finaliste Prix de la BD Fnac France Inter pour Malaterre